# Justicia camerunensis
Justicia camerunensis es una especie de planta floral del género Justicia, familia Acanthaceae.
Es nativa de Camerún.

## Descripción
Es un arbusto firme, poco ramificado que puede llegar a crecer 6 pies de altura. Los tallos y pecíolos son de color marrón.  Se encuentra en selvas tropicales.